# Єгоров В'ячеслав Володимирович
В'ячеслав Володимирович Єгоров (25 вересня 1938 - листопад 2019) — радянський тенісист, а згодом російський тенісний тренер, Майстер спорту СРСР міжнародного класу (1967). Триразовий чемпіон СРСР в чоловічому і змішаному парному розряді, дворазовий фіналіст в одиночному розряді, переможець Всесоюзних зимових змагань в чоловічому і змішаному парному розряді, багаторазовий переможець Спартакіад народів СРСР (у складі збірної Москви) і Кубка СРСР з тенісу (в складі команди ЦСКА). Підполковник, в 1971-1989 роках старший викладач Військово-повітряної інженерної академії ім. Жуковського. Член Залу російської тенісної слави з 2012 року.

## Біографія
В'ячеслав Єгоров народився в родині футболіста Володимира Єгорова (в майбутньому відомого хокейного тренера). Почав грати в теніс в 13-річному віці; першим тренером В'ячеслава стала Ніна Лео. Пізніше закінчив Російський державний університет фізичної культури, спорту, молоді та туризму.
Єгоров був атлетичним гравцем атакуючого стилю, володарем сильної подачі і хорошої гри з літа. Особливо успішно виступав в парах. У 1956 році в складі збірної Москви став переможцем Спартакіади народів СРСР; в подальшому перемагав на спартакіадах із збірною Москви ще тричі - в 1959, 1967 і 1975 роках . У 1964 році став переможцем особистого чемпіонату СРСР в чоловічому парному розряді, повторивши цей результат два роки по тому (обидва рази з Володимиром Коротковим ), а в 1967 році виграв чемпіонат СРСР в змішаному парному розряді (з Ольгою Морозовою ) . У 1966-1967 роках ставав віце-чемпіоном СРСР в одиночному розряді, ще п'ять разів в 1967-1972 роках грав у фіналах чемпіонатів в чоловічих парах і один раз в міксті, в 1969 році виграв Всесоюзні зимові змагання в чоловічому, а в 1973 році - в змішаному парному розряді. У складі команди ЦСКА чотири рази (в 1969, 1971, 1973 і 1974 роках) завойовував Кубок СРСР. Був 19-кратним чемпіоном Москви і 8-кратним чемпіоном Збройних сил СРСР в різних розрядах. З 1960 по 1976 рік входив до числа десяти найсильніших тенісистів СРСР, в 1966 і 1967 роках займаючи у внутрішньому рейтингу 2-е місце.
На міжнародному рівні пробився до четвертого кола міжнародного чемпіонату Франції 1967 року  - в останній рік, коли на це змагання не допускалися професіонали; в 1965 році, беручи участь в Вімблдонському турнірі, програв у першому колі посіяного другим Фреду Столл, а у втішному турнірі Wimbledon Plate пробився до третього кола, де поступився Фрю Макміллану . На турнірі Всесвітнього фестивалю молоді та студентів 1968 року став чемпіоном в чоловічих і змішаних парах, в тому ж році виграв Літній міжнародний турнір в Москві в чоловічому парному розряді (з Коротковим ). Вигравав міжнародні чемпіонати Пакистану (1966, одиночний і парний розряд), Німеччини (1966, мікст), Японії (1967, одиночний розряд), Аргентини (1971, мікст), Індії (1974, чоловічий парний розряд). У 1967 році удостоєний звання майстра спорту міжнародного класу.
Після закінчення ігрової кар'єри Єгоров залишився в Збройних Силах СРСР, дослужившись до звання підполковника. З 1971 по 1989 рік - старший викладач Військово-повітряної інженерної академії ім. Жуковського. У 1991 році повернувся в теніс як тренер клубу в Нові-Саде (Югославія) . У 2012 році його ім'я було включено до списків Залу російської тенісної слави .
В'ячеслав Єгоров помер у своїй квартирі в Москві між 13 і 16 листопада 2019 роки; його тіло через кілька днів після смерті виявила дочка .